# Heinz Hohner
Heinz Hohner (* 19. Januar 1907 in Fürth; † 17. Mai 1967 in Frankfurt am Main) war ein deutscher Politiker (CSU).
Hohner wurde als Sohn eines Oberstaatsanwaltes geboren, studierte Rechtswissenschaft in München, Kiel, Berlin, Freiburg und Würzburg, wo er auch promoviert wurde, und leistete sein Referendariat unter anderem in der Augsburger Stadtverwaltung ab. Während seines Studiums wurde er Mitglied des AGV München. In den Jahren 1932 und 1933 war er Assessor bei der Reichspostdirektion in Augsburg und 1935 wurde er juristischer Sachbearbeiter eines Stuttgarter Versicherungsunternehmens.
Im Jahr 1945 ernannte ihn die US-Militärregierung kommissarisch zum Landrat des Landkreises Künzelsau, Württemberg. In dieser Funktion gehörte er 1946 auch der Vorläufigen Volksvertretung im Land Württemberg-Baden an. Hohner wurde am 1. August 1946 zum Bürgermeister von Augsburg gewählt, trat aber bereits im Oktober 1947 von dem Amt zurück. In den Jahren 1947 und 1948 war er Präsident der Oberpostdirektion in München. Zuletzt leitete er die Deutsche Postreklame in Frankfurt am Main.
Zu Ehren Hohners benannte die Stadt Augsburg im Jahre 2000 eine Straße im Augsburger Textilviertel nach ihm.